# Роберт Гросетест
Роберт Гросетест (1175 — 9 жовтня 1253) — англійський філософ, схоласт, природознавець, єпископ Лінкольнський у 1235–1253 роках.

## Життєпис

### Молоді роки
Народився у містечку Стоу (Саффолк). Про батьків його немає відомостей. Своє прізвище «Гросетест», що значить «велика голова», ймовірно отримав вже за поважного віку. Відомо, що походив з бідної нормано-англійської сім'ї. До 1190 року займався вивченням гуманітарних наук, отримавши звання магістра вільних наук. Тоді ж стає ченцем. Деякий час перебував на службі Херефордського єпископа. У 1214 році навчався у паризькому університеті. По поверненню спочатку стає дияконом, а у 1225 році отримує парафію у селищі Абостлей Лінкольнського діоцезу. На цій посаду перебував до 1229 року, коли його запросили до Оксфордського університету.
З 1229 до 1235 року був викладачем теології у францисканській громаді цього університету. найвідомішим учнем був Роджер Бекон. Напочатку 1230-х років обирається канцлером Оксфордського університету. Тоді ж призначається архідияконом Лестеру та каноніком Лондонського собору. Втім у 1132 році внаслідок важкої хвороби залишає усі посади.
У червні 1135 року обирається єпископом Лінкольна. На цій посаді почав активно цікавитися церковними справами своєї єпархії, намагаючись впливати на кожну парафію. Це викликало конфлікт з низкою його підлеглих, який завершився на користь Гросетеста лише у 1245 році. Також Роберт Гросетест відстоював незалежність церкви від світської влади. На цьому тлі відбувалася його тривала боротьба з королем Генріхом III. В усіх справах Гросетест відстоював інтереси папи римського та католицької церкви. Зокрема, за його наполягання церковні ієрархи відхили намагання короля зібрати не тільки нові податки й залучити кошти церкви. На фоні протидії королівській владі у 1239 році затоваришував з провідником англійських баронів Симоном де Монфором.
У 1247 року вступив у конфлікт з Боніфацією Савойським, архієпископом Кентерберійським, який проводив політику на підвищення зборів на користь папи римського Іннокентія IV. У 1251–1252 роках Гросетест виступав проти надмірних фінансових зазіхань папського престолу. Крім того, протистояв політиці папи римського щодо першочергового забезпечення значними єпархіями та парафіями представників Риму. Гросетест наголошував на впровадженні принципу рівності претендентів на церковні посади або отримання бенефіцій — як від папи римського, так й від Англії.
Помер Роберт Гросетест 9 жовтня 1253 року.

## Творчість
Найпліднішим є період з 1220 до 1235 року. Розробляв концепцію метафізики світла. За його думкою світло є першоматерією всього. Розглядав досвід як першоджерело впізнання природних явищ, підкреслював важливість експериментального природознавства задовго до першої наукової революції (17 ст.). Займався також астрономією, математикою. Вважав основою науки оптику та геометрію. Написав низку коментарів до праць Аристотеля, зокрема що стосується фізики.
Також у доробку Гросетеста є численні рекомендації та настанови для монастирів, парафій, діяльності єпископа. Крім того, є алегорична поема «Замок любові» стосовно створення світу й християнської спокути.
Писав богословські праці, найбільш відомою є Гексамерон, яка торкалася книг Буття.
Праці:
- Про світило.
- Про сферу.
- Про лінії, кути та фігури.
- Про колір.
- Про веселку.

У короткому (близько 400 слів) трактаті "Про колір" Гросетест стверджує, що усі кольори можна описати за допомогою трьох параметрів. Він розвиває цю ідею у своєму трактаті "Про веселку": перший параметр відповідає варіації кольору в одній веселці; другий параметр описує, як дві веселки відрізняються одна від іншої, якщо їх було створено у різних середовищах; третій параметр описує, як дві веселки відрізняються в залежності від світла, що впало на середовище, з якого потім вийшла веселка. Такі уявлення дуже близькі до сучасних уявлень про сприйняття людиною кольору, якщо параметри, про які писав Гросетест, інтерпретувати як колірий тон, насиченість та яскравість (це відповідає колірній моделі HSV).
У трактаті "Про веселку" розповідається про заломлення та відбиття світла у хмарах у рамках геометричної оптики. У цьому трактаті також підкреслюється важливість рефракції, а не відбиття для утворення веселки.
Наразі не ясно, чи проводив Гросетест досліди, описані у його трактатах. Вважається, що більшість описаних їм дослідів є так званими уявними експериментами. Проте Гросетест підкреслював важливість та принципову можливість перевірити інформацію, що міститься у його трактатах, на практиці, експериментально. Так наприкінці трактату "Про колір" Гросетест пропонує читачам перевірити його твердження експериментально, якщо вони йому не вірять.